# 拉斯帕爾馬斯省
拉斯帕爾馬斯省（西班牙語：Provincia de Las Palmas）為西班牙加那利群島自治區東部的一個省份，包括大加那利島、富埃特文圖拉島、蘭薩羅特島。首府為位於大加那利島的拉斯帕爾馬斯，也是整個自治區的首府之一。
拉斯帕爾馬斯省土地面積為4,066平方公里，佔有整個群島土地面積的54.6%。人口有 1,100,480（2017年），大約34.3％的人口居住在首府。總共有34個市镇。